# Đánh gọng kìm

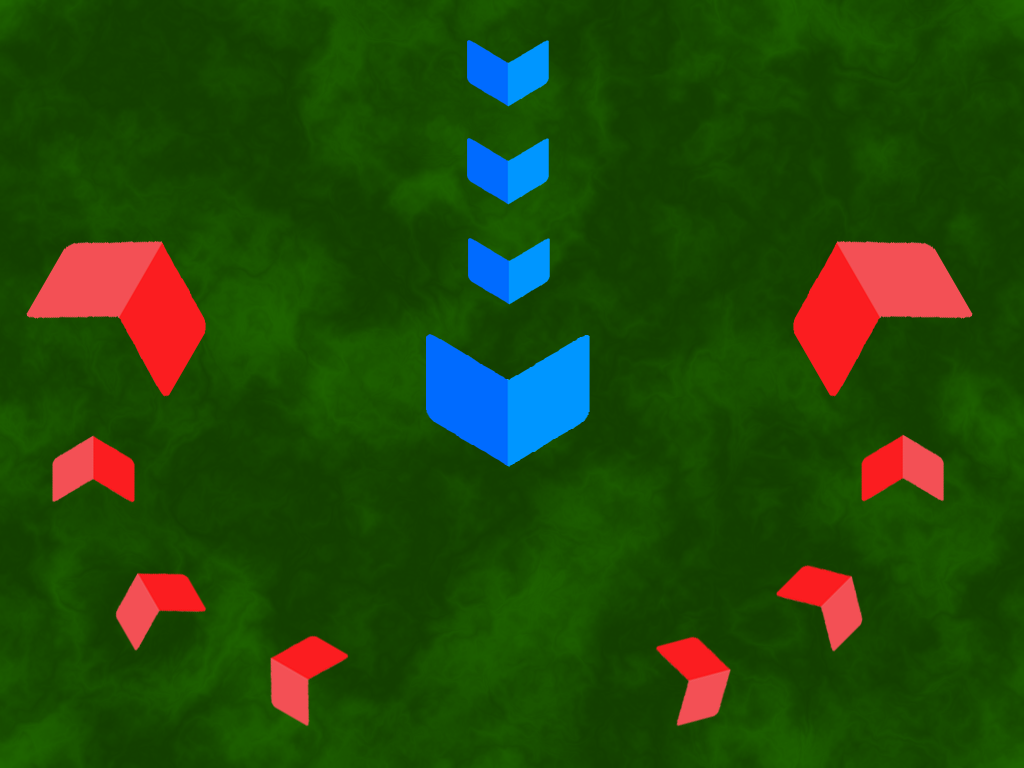
Tấn công gọng kìm, 2 cánh quân đỏ tấn công quân xanh

Đánh gọng kìm là một chiến thuật quân sự, trong đó một lực lượng quân sự sẽ tấn công cả hai bên sườn đối phương của mình. Đồng thời, một lớp quân gọng kìm thứ hai có thể tấn công trên các cánh xa hơn để kìm chân quân tiếp viện của đối phương. Những trận chiến như vậy thường kết thúc trong việc đầu hàng hoặc hủy diệt lực lượng bị tấn công, nhưng lực lượng bị bao vây gọng kìm có thể cố gắng thoát ra. Họ có thể tấn công vòng vây từ bên trong để trốn thoát, hoặc một lực lượng viện binh có thể tấn công từ bên ngoài để mở một lối thoát.

## Trường hợp lịch sử Việt Nam
Trong cuộc xâm lược vào Đại Việt lần thứ hai, năm 1285, đại quân Mông-Nguyên từ phía bắc đánh xuống, nhưng trước đó họ đã triển khai một đạo quân đến Champa do Toa Đô chỉ huy. Khi chiến tranh với Đại Việt bắt đầu, cánh quân Toa Đô từ phía nam tiến lên để tạo thành gọng kìm kẹp lấy Đại Việt.
Trong hầu hết các cuộc xâm lược vào Việt Nam, các triều đại của Trung Quốc như Tống, Minh đều tấn công gọng kìm thủy-bộ. Một ngoại lệ là Mãn Thanh vào năm 1788, kế hoạch quân sự ban đầu là hai cánh quân thủy-bộ, nhưng do chủ quan xem thường Đại Việt, việc triển khai thủy quân Thanh đã bị hủy bỏ.
Trong cuộc tấn công vào Việt Bắc vào ngày 7 tháng 10 năm 1947, quân đội Liên hiệp Pháp đã triển khai gọng kìm thủy-bộ kết hợp tấn công đường không bởi lính dù.
- Cánh quân thủy ngược sông Hồng, sông Lô, sông Gâm lên Việt Bắc,[1]
- Cánh quân bộ triển khai hướng đối diện cánh quân thủy để tạo thế "gọng kìm" kẹp lấy Việt Bắc, dự định "gọng kìm" sẽ khép lại ở Đài Thị.[2]
- Lực lượng dù với 2.000 lính [3] được thả xuống vùng trung tâm.

Pháp đã không thành công trong cuộc tấn công phối hợp này.

## Các trường hợp lịch sử thế giới

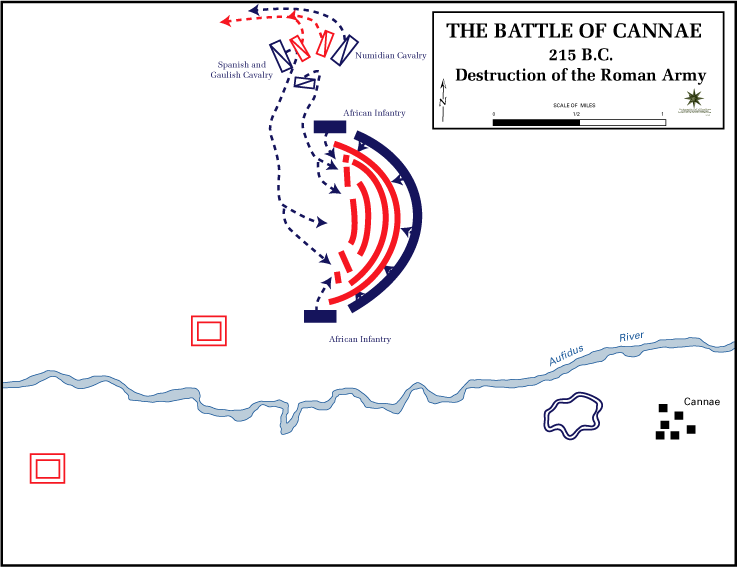
Quân La Mã bị hủy diệt tại Cannae

Ví dụ nổi tiếng nhất về việc sử dụng "đánh gọng kìm" là trận Cannae vào năm 216 trước Công Nguyên, khi Hannibal tấn công quân La Mã. Các nhà sử học quân sự coi đây là một trong những trận chiến vĩ đại nhất trong lịch sử. Trận này được xem là sự sử dụng thành công đầu tiên của chiến thuật đánh gọng kìm được ghi lại chi tiết bởi nhà sử học Hy Lạp Polybius.
Danh sách một số trận đánh có liên quan đánh gọng kìm:
- Trận Bapheus
- Trận Hydaspes
- Trận St. Vith
- Trận Medellín
- Trận Marathon
- Trận Moscow
- Trận chiến Trebia
- Trận Cannae
- Trận Walaja
- Trận Manzikert
- Trận Cowpens[4]
- Trận Fraustadt
- Trận San Lorenzo
- Trận Toulouse (721)
- Trận Kawanakajima (1561)
- Trận Kirkuk (1733)
- Trận Kars (1745)
- Trận Bull Run thứ hai (1862)
- Trận Brice's Crossroads (1864)
- Trận Isandlwana (1879)
- Trận Tannenberg (1914)
- Trận Khalkhin Gol
- Trận Stalingrad
- Chiến dịch Mãn Châu
- Chiến dịch Beit ol-Moqaddas
- Hoạt động Postern
- Trận Tikrit thứ hai (2015)
- Trận al-Bab (2016)

## Cấp độ chiến lược
Trong chiến tranh, gọng kìm đôi khi xảy ra ở cấp độ chiến lược, một đạo quân lớn sẽ tách thành hai cánh kẹp lấy một quốc gia.
Khi quân Minh tiến hành chiến tranh ở Đại Ngu trong thời gian 1407-1428, đã nhiều lần họ nhận được hỗ trợ từ quân Champa ở hướng nam đánh lên. Đánh gọng kìm ở cấp độ chiến lược của chiến tranh có thể tiến hành bởi sự hội quân của hai nước. Tình huống này đối với nước bị tấn công gọi là lưỡng đầu thọ địch.